# NGC 3242
NGC 3242 је планетарна маглина у сазвежђу Хидра која се налази на NGC листи објеката дубоког неба.
Деклинација објекта је - 18° 38' 31" а ректасцензија 10h 24m 46,1s. Привидна величина (магнитуда) објекта NGC 3242 износи 7,7 а фотографска магнитуда 8,6. NGC 3242 је још познат и под ознакама PK 261+32.1, ESO 568-PN5, CS=12., Ghost of Jupiter.